# Apeldoorn

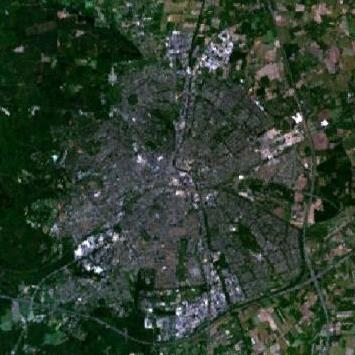
Hình ảnh vệ tinh

Apeldoorn là một đô thị thuộc tỉnh Gelderland, Hà Lan. Đô thị này có diện tích km², dân số là 136.208 người (tháng 1 năm 2008). Apeldoorn có cự ly 60 dặm Anh về phía đông nam Amsterdam. 